# Државно правобранилаштво Аустрије
Државно правобранилаштво Аустрије, односно, дословно преведено - Финансијска прокуратура (заступништво) је државни орган који врши Функцију државног правобранилаштва у Републици Аустрији.
Финансијска прокуратура је посебан државни орган у Републици Аустрији. У организационом смислу је везана за Министарство финансија, мада је заправо самосталан орган, уређен посебним законом.

## Настанак институције
У Аустрији још од 1489. године постоји посебан орган за заступање владара пред судом у имовинскоправним споровима, који је преузео послове од управника владаревог имања, који је до тада једини штитио имовинске и фискалне интересе владара. Овај орган, под називом Фишкал (Fiscalat), истовремено је обављао јавнотужилачку и државноправобранилачку функцију. Од 1850. године, када је у Аустрији формиран посебан јавнотужилачки орган, искључиво државноправобранилачку функцију врши Финансијска прокуратура (Finanzprocuratur).
У свом садашњем облику државно правобранилаштво у Аустрији, односно Финансијска прокуратура, основана је 1945. године, а њена организација недавно је новелирана законом из 2008. године.

## Надлежности
Надлежности Финансијске прокуратуре су:
- Заступање ex lege пред домаћим, страним и међународним судовима и органима управе Републике Аустрије, као федералне државе, и свих њених органа, као и јавних установа у оснивању од стране федералне државе, у свим имовинскоправним стварима и када се ради о заштити јавног интереса;
- Заступање по пуномоћју држава чланица федерације, јединица локалне самоуправе, невладиних организација и јавних предузећа и установа. 
- Разматрање вансудских захтева за накнаду штете проузроковане радом државних органа и закључење вансудских поравнања у име државе;
- Давање правних мишљења на нацрте закона и других општих правних аката;
- Давање правних мишљења државним органима о имовинскоправним питањима и о питањима јавног права.

## Организација
На челу Финансијске прокуратуре налази се председник, државни службеник на положају, који се бира на јавном конкурсу из реда лица која испуњавају услове прописане за носиоце правобранилачке функције у Финансијској прокуратури. Председник организује рад Финансијске прокуратуре, бира и распоређује носиоце правобранилачке функције, те руководи кадровском политиком и административним пословима Финансијске прокуратуре, уз помоћ генералног секретара.
Основне послове Финансијске прокуратуре, заступање и саветовање, обавља четрдесетак носилаца државноправобранилачке функције, прокуратори-заступници. Они су распоређени у осам специјализованих одељења, према материји којом се баве. На челу сваког одељења налази се по један главни прокуратор-заступник, који се бирају на јавном конкурсу.
Прокуратори-заступници су висококвалификовани правници, који, поред правосудног испита и релевантног радног искуства, морају имати положен и посебан испит за рад у овој служби. Тај посебан испит службеници Финансијске прокуратуре који обављају послове правног заступања морају положити најкасније пет година од почетка рада у Финансијској прокуратури, јер им у противном престаје радни однос. Након полагања тог посебног испита и још три године рада у Финансијској прокуратури, ти службеници могу бити постављени на слободно место прокуратора-заступника.